# Eleccions legislatives italianes de 1948
Les eleccions legislatives italianes de 1948 se celebraren el 18 d'abril. Foren les primeres eleccions celebrades amb la Constitució Italiana de 1948 i després de l'Assemblea Constituent en la que es va abolir la monarquia. Vencé per majoria absoluta la DCI.

## Cambra dels Diputats
| ← Eleccions legislatives italianes, 1948 →                |            |        |        |
| Partits                                                   | vots       | %      | escons |
| Democràcia Cristiana Italiana (DC)                        | 12.740.042 | 48,51  | 306    |
| Front Democràtic Popular (FDP)                            | 8.136.637  | 30,98  | 183    |
| Unitat Socialista (US)                                    | 1.858.116  | 7,07   | 33     |
| Bloc Nacional (BN)                                        | 1.003.727  | 3,82   | 18     |
| Partit Nacional Monàrquic-Aliança dels Treballadors (PNM) | 729.078    | 2,78   | 14     |
| Partit Republicà Italià (PRI)                             | 651.875    | 2,48   | 9      |
| Moviment Social Italià (MSI)                              | 526.882    | 2,01   | 6      |
| Südtiroler Volkspartei (PPST-PPTT)                        | 124.243    | 0,47   | 3      |
| Partit dels Camperols d'Itàlia                            | 95.914     | 0,37   | 1      |
| Partit Cristià Social                                     | 72.854     | 0,28   | 0      |
| Partit Sard d'Acció (PSd'Az)                              | 61.928     | 0,24   | 1      |
| Moviment Nacional dels Demòcrates Socialistes             | 56.096     | 0,21   | 0      |
| Unió de Moviments Federalistes                            | 52.655     | 0,20   | 0      |
| Bloc Popular Unionista                                    | 35.899     | 0,14   | 0      |
| Partit Comunista Internacionalista                        | 20.736     | 0,08   | 0      |
| altres                                                    | 83.294     | 0,37   | 0      |
| Total                                                     | 26.264.458 | 100,00 | 574    |

## Senat d'Itàlia
| Partits                            | vots       | vots (%) | escons |
| ---------------------------------- | ---------- | -------- | ------ |
| Democràcia Cristiana Italiana (DC) | 10.899.640 | 48,11    | 131    |
| Front Democràtic Popular (FDP)     | 6.969.122  | 30,76    | 72     |
| Bloc Nacional (BN)                 | 1.216.934  | 5,37     | 7      |
| Unitat Socialista (US)             | 943.219    | 4,16     | 8      |
| US - PRI                           | 607.792    | 2,68     | 4      |
| Partit Republicà Italià (PRI)      | 594.178    | 2,62     | 4      |
| Partit Nacional Monàrquic (PNM)    | 393.510    | 1,74     | 3      |
| Moviment Social Italià (MSI)       | 164.092    | 0,72     | 0      |
| Südtiroler Volkspartei (SVP)       | 95.406     | 0,42     | 2      |
| Partit Sard d'Acció (PSd'Az)       | 65.743     | 0,29     | 1      |
| PLI - Independents                 | 45.732     | 0,20     | 1      |
| PLI - Independents                 | 23.966     | 0,11     | 1      |
| MSI - Independents                 | 23.576     | 0,10     | 1      |
| PNM - Independents                 | 22.114     | 0,10     | 1      |
| PLI - Independents                 | 19.944     | 0,09     | 1      |
| altres                             | 572.322    | 2,53     | 0      |
| Total                              | 22.657.290 | 100,00   | 237    |